# Guillermo García Costa
Guillermo García Costa (* 10. Juni 1930 in Montevideo; † 11. Oktober 2014) war ein uruguayischer Politiker.
García Costa war von Beruf Rechtsanwalt. Er gehörte der Partido Nacional an. Von 1964 bis 1967 wirkte er unter dem seinerzeitigen Minister Wilson Ferreira Aldunate, mit dem er 1969 an der Gründung des Movimiento por la Patria beteiligt war, als Staatssekretär im uruguayischen Landwirtschaftsministerium. Bei den Wahlen 1966 und 1971 wurde er jeweils in die Cámara de Representantes gewählt. Innerhalb seiner Partei spielte er zu Beginn der 1980er Jahre eine nicht unbedeutende Rolle bei den Bestrebungen zur Wiederherstellung der Demokratie während der in Uruguay herrschenden zivil-militärischen Diktatur. 1984 erwarb er ein Mandat als Senator in der Cámara de Senadores. Bei den Wahlen in Uruguay 1989 war er im Team mit Alberto Zumarán Vizepräsidentschaftskandidat. Sie unterlagen jedoch dem späteren Sieger Luis Alberto Lacalle. Am 1. März 1990 übernahm er die Leitung des uruguayischen Bildungs- und Kulturministeriums. Diese Aufgabe führte er bis zum 12. August 1992 aus. Von jenem Tag an hatte er bis zum 1. März 1995 das Amt des uruguayischen Gesundheitsministers inne. 1997 rückte er für den ausgeschiedenen Ignacio de Posadas in den Senat. 1999 bestätigten die Wähler dieses Mandat auch für die nachfolgende Legislaturperiode. Er verstarb am 11. Oktober 2014 im Alter von 84 Jahren.